# 耳舒拉·富蘭克林
耳舒拉·富蘭克林（1921年9月16日—2016年7月22日）是一位德国裔加拿大冶金學家、物理學家、作家和教育家。

## 生平
生於德國慕尼黑，毕业于柏林工业大学和多倫多大學。后留校任教超過40年。是貴格的實踐者，又一直代表和平主義和女權主義事業，活躍工作。她廣泛寫作和口述戰爭徒勞無功，以及和平和社會正義之間的聯繫。

## 著作
- 《The Real World of Technology》来源于1989年梅西公民講座（Massey Lectures）
- 《The Ursula Franklin Reader: Pacifism as a Map》是她的論文、訪問和演講結集。

## 外部連結
- Archival papers held at University of Toronto Archives and Records Management Services （页面存档备份，存于）
- Pearson Medal of Peace – Dr. Ursula M. Franklin
- The Real World of Technology （页面存档备份，存于）
- The Ursula Franklin Reader: Pacifism as a Map （页面存档备份，存于）
- Ursula Franklin Speaks: Thoughts and Afterthoughts （页面存档备份，存于）
- science.ca: Ursula Franklin profile （页面存档备份，存于）
- Order of Canada citation （页面存档备份，存于）
- Amazing Structure: A Conversation With Ursula Franklin （页面存档备份，存于）